# Gustaf Nilsson
Håkan Gustaf Nilsson (Falkenberg, 23 maggio 1997) è un calciatore svedese, attaccante del Club Bruges e della nazionale svedese.

## Carriera

### Club
Formatosi nel settore giovanile del Falkenberg, Nillson ha debuttato con la prima squadra in Allsvenskan il 12 luglio 2014, quando è subentrato a Johannes Vall nel corso di Mjällby-Falkenberg (1-1). Otto giorni più tardi ha realizzato il suo primo gol, nella vittoria casalinga sull'AIK.
Sul finire della stagione 2015, con il Falkenberg impegnato negli spareggi salvezza contro il Sirius, una sua doppietta in trasferta nella gara di andata è stata determinante per il mantenimento della categoria, alla luce del doppio pareggio che ha favorito la sua squadra per la regola dei gol fuori casa.
Il 22 gennaio 2016 è stata ufficializzata la sua cessione ai danesi del Brøndby, con un accordo tra i due club valido a partire dal successivo 13 giugno. Fino a quella data, Nilsson ha continuato a giocare con il Falkenberg. Il 22 aprile 2016 ha portato in vantaggio la sua squadra con un tiro da fuori area contro l'IFK Norrköping, ma pochi minuti dopo è stato costretto a uscire per un infortunio alla caviglia. Il giorno seguente è stato reso noto che il giocatore sarebbe dovuto rimanere lontano dai campi per circa cinque mesi, la sua parentesi al Falkenberg dunque si è chiusa con alcune partite di anticipo rispetto a quanto preventivato.
La prima partita con la maglia del Brøndby, complice l'infortunio patito in precedenza, l'ha disputata nella sconfitta esterna contro il Nordsjælland del 5 marzo 2017, a circa dieci mesi e mezzo di distanza dall'ultima apparizione ufficiale quando era ancora al Falkenberg. In stagione ha poi disputato altre dieci partite nella seconda fase della Superligaen 2017-2018, realizzando una rete il 30 aprile che ha fissato il punteggio sull'1-1 contro il SønderjyskE.
Nell'estate 2017 Nilsson – da poco ventenne – è stato girato in prestito per l'intera stagione 2017-2018 al Silkeborg, altra squadra della massima serie danese, al fine di trovare maggiore spazio in campo. Tra le varie fasi di campionato e i play-out ha disputato 31 partite e segnato 8 gol.
Il 10 luglio 2018 è stato acquistato a titolo definitivo dal Vejle con un contratto fino all'estate del 2021. In stagione ha alternato alcune presenze da titolare ad altre partendo dalla panchina, in una squadra che ha poi terminato il campionato di Superligaen 2018-2019 all'ultimo posto in classifica, retrocedendo.
Il 13 agosto 2019 si è concretizzato il suo ritorno in Svezia con l'acquisto da parte dell'Häcken per i successivi tre anni e mezzo. È arrivato al club giallonero nell'ottica di sostituire un altro attaccante fisico come Alexander Jeremejeff, il quale era in procinto di essere ceduto all'estero. Nilsson tuttavia ha faticato a imporsi nell'undici titolare del tecnico Andreas Alm, così il 14 agosto 2020 a campionato in corso è tornato al Falkenberg con la formula del prestito fino al termine della stagione.
Nel gennaio del 2021 è stato ceduto a titolo definitivo ai tedeschi del Wehen Wiesbaden, militanti in 3. Liga, con cui ha sottoscritto un accordo valido di due anni e mezzo.

### Nazionale
Il 2 settembre 2014 ha debuttato con la Nazionale svedese Under-19, segnando entrambe le reti del 2-2 contro i pari età svizzeri. Successivamente ha fatto parte anche dell'Under-21.
Nel gennaio 2018 ha giocato due partite amichevoli con una Nazionale maggiore composta da soli giocatori militanti nei campionati scandinavi o comunque appartententi a leghe ferme in quel periodo.

## Statistiche

### Presenze e reti nei club
Statistiche aggiornate al 25 maggio 2025.
| Stagione                    | Squadra                     | Campionato                  | Campionato | Campionato | Coppe nazionali | Coppe nazionali | Coppe nazionali | Coppe continentali | Coppe continentali | Coppe continentali | Altre coppe | Altre coppe | Altre coppe | Totale | Totale |
| Stagione                    | Squadra                     | Comp                        | Pres       | Reti       | Comp            | Pres            | Reti            | Comp               | Pres               | Reti               | Comp        | Pres        | Reti        | Pres   | Reti   |
| --------------------------- | --------------------------- | --------------------------- | ---------- | ---------- | --------------- | --------------- | --------------- | ------------------ | ------------------ | ------------------ | ----------- | ----------- | ----------- | ------ | ------ |
| 2014                        | Falkenberg                  | A                           | 5          | 1          | CS              | 1               | 1               | -                  | -                  | -                  | -           | -           | -           | 6      | 2      |
| 2015                        | Falkenberg                  | A                           | 21+2       | 6+2        | CS              | 0               | 0               | -                  | -                  | -                  | -           | -           | -           | 23     | 8      |
| feb.-giu. 2016              | Falkenberg                  | A                           | 5          | 1          | CS              | 3               | 1               | -                  | -                  | -                  | -           | -           | -           | 8      | 2      |
| 2016-2017                   | Brøndby                     | SL                          | 11         | 1          | CD              | 3               | 0               | UEL                | -                  | -                  | -           | -           | -           | 14     | 1      |
| 2017-2018                   | Silkeborg                   | SL                          | 29+2       | 7+1        | CD              | 5               | 2               | -                  | -                  | -                  | -           | -           | -           | 36     | 10     |
| 2018-2019                   | Vejle                       | SL                          | 19+2       | 2          | CD              | 1               | 2               | -                  | -                  | -                  | -           | -           | -           | 22     | 4      |
| ago.-nov. 2019              | Häcken                      | A                           | 11         | 1          | CS              | -               | -               | -                  | -                  | -                  | -           | -           | -           | 11     | 1      |
| feb.-ago. 2020              | Häcken                      | A                           | 8          | 1          | CS              | 2               | 0               | -                  | -                  | -                  | -           | -           | -           | 10     | 1      |
| Totale Häcken               | Totale Häcken               | Totale Häcken               | 19         | 2          |                 | 2               | 0               |                    | -                  | -                  |             | -           | -           | 21     | 2      |
| ago.-nov. 2020              | Falkenberg                  | A                           | 6          | 0          | CS              | 0               | 0               | -                  | -                  | -                  |             | -           | -           | 6      | 0      |
| Totale Falkenberg           | Totale Falkenberg           | Totale Falkenberg           | 37+2       | 8+2        |                 | 4               | 2               |                    | -                  | -                  |             | -           | -           | 43     | 12     |
| gen.-giu. 2021              | Wehen Wiesbaden             | 3L                          | 14         | 3          | CG              | -               | -               | -                  | -                  | -                  | -           | -           | -           | 14     | 3      |
| 2021-2022                   | Wehen Wiesbaden             | 3L                          | 30         | 14         | CG              | 1               | 0               | -                  | -                  | -                  | -           | -           | -           | 31     | 14     |
| Totale Wehen Wiesbaden      | Totale Wehen Wiesbaden      | Totale Wehen Wiesbaden      | 44         | 17         |                 | 1               | 0               |                    | -                  | -                  |             | -           | -           | 45     | 17     |
| 2022-2023                   | Union Saint-Gilloise        | D1                          | 30         | 5          | CB              | 5               | 3               | UCL+UEL            | 0+9                | 0+2                | -           | -           | -           | 44     | 10     |
| 2023-2024                   | Union Saint-Gilloise        | D1                          | 35         | 16         | CB              | 4               | 0               | UEL+UECL           | 6+4                | 0+1                | -           | -           | -           | 49     | 17     |
| Totale Union Saint-Gilloise | Totale Union Saint-Gilloise | Totale Union Saint-Gilloise | 65         | 21         |                 | 9               | 3               |                    | 19                 | 3                  |             | -           | -           | 93     | 27     |
| 2024-2025                   | Club Bruges                 | D1                          | 29         | 9          | CB              | 5               | 1               | UCL                | 7                  | 1                  | SB          | 1           | 0           | 42     | 11     |
| Totale carriera             | Totale carriera             | Totale carriera             | 230        | 61         |                 | 25              | 9               |                    | 19                 | 3                  |             | -           | -           | 274    | 73     |

### Cronologia presenze e reti in nazionale
| Cronologia completa delle presenze e delle reti in nazionale ― Svezia | Cronologia completa delle presenze e delle reti in nazionale ― Svezia | Cronologia completa delle presenze e delle reti in nazionale ― Svezia | Cronologia completa delle presenze e delle reti in nazionale ― Svezia | Cronologia completa delle presenze e delle reti in nazionale ― Svezia | Cronologia completa delle presenze e delle reti in nazionale ― Svezia | Cronologia completa delle presenze e delle reti in nazionale ― Svezia | Cronologia completa delle presenze e delle reti in nazionale ― Svezia |
| Data                                                                  | Città                                                                 | In casa                                                               | Risultato                                                             | Ospiti                                                                | Competizione                                                          | Reti                                                                  | Note                                                                  |
| --------------------------------------------------------------------- | --------------------------------------------------------------------- | --------------------------------------------------------------------- | --------------------------------------------------------------------- | --------------------------------------------------------------------- | --------------------------------------------------------------------- | --------------------------------------------------------------------- | --------------------------------------------------------------------- |
| 7-1-2018                                                              | Abu Dhabi                                                             | Estonia                                                               | 0 – 1                                                                 | Svezia                                                                | Amichevole                                                            | -                                                                     | 73’                                                                   |
| 11-1-2018                                                             | Abu Dhabi                                                             | Svezia                                                                | 1 – 0                                                                 | Danimarca                                                             | Amichevole                                                            | 1                                                                     | 66’                                                                   |
| 21-3-2024                                                             | Guimaraes                                                             | Portogallo                                                            | 5 – 2                                                                 | Svezia                                                                | Amichevole                                                            | 1                                                                     | 70’                                                                   |
| 25-3-2024                                                             | Solna                                                                 | Svezia                                                                | 1 – 0                                                                 | Albania                                                               | Amichevole                                                            | 1                                                                     | 78’                                                                   |
| 5-6-2024                                                              | Copenaghen                                                            | Danimarca                                                             | 2 – 1                                                                 | Svezia                                                                | Amichevole                                                            | -                                                                     | 70’                                                                   |
| 8-6-2024                                                              | Solna                                                                 | Svezia                                                                | 0 – 3                                                                 | Serbia                                                                | Amichevole                                                            | -                                                                     | 46’                                                                   |
| 8-9-2024                                                              | Solna                                                                 | Svezia                                                                | 3 – 0                                                                 | Estonia                                                               | UEFA Nations League 2024-2025 - 1º turno                              | -                                                                     | 79’                                                                   |
| 22-3-2025                                                             | Lussemburgo                                                           | Lussemburgo                                                           | 1 – 0                                                                 | Svezia                                                                | Amichevole                                                            | -                                                                     | 61’                                                                   |
| Totale                                                                |                                                                       | Presenze                                                              | 8                                                                     |                                                                       | Reti                                                                  | 3                                                                     |                                                                       |

## Palmarès

### Club

#### Competizioni nazionali
- Coppa del Belgio: 2

Union Saint-Gilloise: 2023-2024
Club Bruges: 2024-2025
- Supercoppa del Belgio: 1

Club Bruges: 2025